# Законодательное собрание Новосибирской области
Законодательное Собрание Новосибирской области — постоянно действующий высший и единственный законодательный (представительный) орган государственной власти Новосибирской области. Законодательное Собрание состоит из 76 депутатов, избираемых на 5 лет на основе всеобщего равного и прямого избирательного права при тайном голосовании.

Законодательное Собрание Новосибирской области — постоянно действующий высший и единственный законодательный (представительный) орган государственной власти Новосибирской области.
Собрание выполняет три взаимосвязанные функции:
- нормотворческую,
- представительную,
- контрольную.

Основная функция — нормотворческая. Только Законодательное Собрание наделено правом принятия Устава Новосибирской области, областных законов, которые создают условия и гарантии для реализации прав и свобод граждан, определяют меры поддержки граждан, хозяйствующих субъектов, разграничивают компетенцию органов государственной власти, обеспечивают соответствующее финансирование из бюджета Новосибирской области.
Представительная функция Законодательного Собрания заключается в том, что оно, являясь представительным органом государственной власти, выступает от имени и в интересах народа, выражает его волю и добивается её проведения в жизнь.
Контрольная функция Законодательного Собрания реализуется им в результате организации контроля за соблюдением и исполнением принятых законов Новосибирской области, а также за исполнением областного бюджета.
Срок полномочий депутата Законодательного Собрания Новосибирской области одного созыва — пять лет.
Основной формой работы Законодательного Собрания является сессия, которая может состоять из нескольких заседаний. Собрание собирается на сессии не реже одного раза в три месяца.
Законодательное Собрание самостоятельно решает вопросы организационного, правового, информационного, материально-технического и финансового обеспечения своей деятельности.
Основные полномочия Законодательного Собрания Новосибирской области — принятие Устава Новосибирской области и поправок к нему, принятие законов Новосибирской области по вопросам, предусмотренным статьей 37 Устава области.
В целом полномочия Законодательного Собрания Новосибирской области дают ему право законодательно регулировать широкий спектр экономических, социальных и других вопросов жизнедеятельности области.
Законодательное Собрание осуществляет следующие полномочия:
- осуществление права законодательной инициативы в Государственной Думе Федерального Собрания Российской Федерации;
- наделение полномочиями члена Совета Федерации Федерального Собрания Российской Федерации — представителя от Законодательного Собрания Новосибирской области;
- одобрение или отклонение проекта договора о разграничении полномочий между органами государственной власти Российской Федерации и органами государственной власти Новосибирской области;
- утверждение соглашения об изменении границ Новосибирской области;
- назначение областного референдума Новосибирской области;
- назначение выборов депутатов Законодательного Собрания Новосибирской области, выборов Губернатора Новосибирской области и голосования по отзыву Губернатора Новосибирской области;
- решение вопроса о даче согласия на назначение на должность следующих должностных лиц Правительства Новосибирской области:
- решение вопроса о недоверии (доверии) Губернатору Новосибирской области;
- назначение на должность и освобождение от должности Уполномоченного по правам человека в Новосибирской области;
- назначение на должность и освобождение от должности Уполномоченного по правам ребёнка в Новосибирской области;
- назначение на должность председателя, заместителя председателя и судей Уставного суда Новосибирской области и мировых судей Новосибирской области;
- назначение на должность и освобождение от должности председателя, заместителя председателя и аудиторов Контрольно-счётной палаты Новосибирской области;
- назначение половины членов избирательной комиссии Новосибирской области;
- согласование назначения на должность руководителей территориальных органов федеральных органов исполнительной власти в случаях и порядке, установленных федеральным законом;
- назначение представителей общественности в квалификационную коллегию судей Новосибирской области;
- назначение представителей Законодательного Собрания Новосибирской области в квалификационную комиссию при Адвокатской палате Новосибирской области;
- согласование назначения состава административной комиссии Новосибирской области;
- учреждение средств массовой информации Законодательного Собрания Новосибирской области;
- заслушивание ежегодных отчетов Губернатора Новосибирской области о результатах деятельности Правительства Новосибирской области, в том числе по вопросам, поставленным Законодательного Собрания Новосибирской области;
- рассмотрение обязательного публичного отчета, представляемого Губернатором Новосибирской области, о результатах независимой оценки качества условий оказания услуг организациями в сфере культуры, охраны здоровья, образования, социального обслуживания, которые расположены на территории Новосибирской области и учредителем которых является Новосибирская область, и принимаемых мерах по совершенствованию деятельности указанных организаций;
- решение иных вопросов,

отнесенных к ведению Законодательного Собрания Новосибирской области федеральным законодательством и законами Новосибирской области.

## Прошлые созывы

### I созыв
В 1994 году в Новосибирский областной Совет депутатов прошли всего три кандидата от политических партий.
- КПРФ — 2 депутата;
- «Выбор России» — 1 депутат.

В Новосибирском областном Совете депутатов первого созыва действовали 7 комитетов и 1 комиссия. Председателем областного Совета депутатов первого созыва был избран Анатолий Павлович Сычев.

### II созыв
Выборы депутатов Новосибирского областного Совета депутатов второго созыва состоялись 21 декабря 1997 года. В выборах участвовало более 800 тысяч граждан, или 42,6 процента от общего числа избирателей.
Благодаря активности избирателей выборы состоялись во всех 49 округах. В ряде округов на одно депутатское место претендовали более 10 кандидатов. Всего в выборах участвовало 343 кандидата.
В областном Совете депутатов второго созыва действовали 8 комитетов и 2 комиссии. Председателем областного Совета депутатов второго созыва был избран Виктор Васильевич Леонов.

### III созыв
Областной Совет депутатов третьего созыва был избран 2 декабря 2001 года и в ходе повторных выборов по 20-му избирательному округу 12 мая 2002 года.
Депутатский корпус областного Совета составили 49 депутатов. В числе депутатов этого созыва были и депутаты, выдвинутые политическими партиями и общественными движениями: 14 человек — от КПРФ, 6 — от «Аграрной партии России», 1 — от «Единой России», 2 — от избирательного объединения «Блок депутата Мочалина».
В областном Совете депутатов третьего созыва действовали 7 комитетов и 2 комиссии. Председателем областного Совета депутатов третьего созыва повторно был избран Виктор Васильевич Леонов.

### IV созыв
Фракции политических партий в Новосибирском областном совете по итогам выборов 11 декабря 2005 года:
- Единая Россия — 41 депутат;
- КПРФ — 21 депутат;
- Аграрная партия — 14 депутатов;
- ЛДПР — 6 депутатов;
- Самовыдвижение — 8 депутатов.

В составе областного Совета сформированы 7 комитетов и 4 комиссии. Председателем Новосибирского областного Совета депутатов четвёртого созыва избран Алексей Акимович Беспаликов.

### V созыв
Фракции политических партий в Законодательном Собрании по итогам выборов 10 октября 2010 года:
- Единая Россия — 50 депутатов;
- КПРФ — 16 депутатов;
- Справедливая Россия — 6 депутатов;
- ЛДПР — 4 депутата.

Законодательное Собрание Новосибирской области можно считать одним из самых молодых в Российской Федерации. Но не по возрасту, а по названию: Законодательным Собранием региональный парламент официально стал 10 октября 2010 года. До этого времени, с 26 апреля 1994 года, высший государственный законодательный (представительный) орган области назывался Новосибирский областной Совет депутатов.
Председателем Законодательного Собрания Новосибирской области 28 октября 2010 года избран Мороз Иван Григорьевич.

### VI созыв
Фракции политических партий в Законодательном собрании по итогам выборов 13 сентября 2015 года.
- Единая Россия — 50 депутатов;
- КПРФ — 17 депутатов;
- Справедливая Россия — 4 депутатов;
- ЛДПР — 4 депутата;
- Гражданская платформа — 1 депутат.

Выборы в Законодательное Собрание Новосибирской области состоялись в единый день голосования 13 сентября 2015 года. Были избраны 76 депутатов: 38 депутатов были избраны по (пропорциональной системе) пропорционально голосам, набранным каждой из партий, и 38 депутатов прошли в Законодательное Собрание Новосибирской области по одномандатным округам (мажоритарной системе). В региональном парламенте были сформированы четыре фракции. Самая большая — фракция партии «Единая Россия» объединила 51 депутата, 16 депутатов составили фракцию КПРФ, по четыре депутата вошли во фракции «Справедливая Россия» и ЛДПР, один депутат не вошел ни в одну из фракций Законодательного Собрания.
Председателем Законодательного Собрания Новосибирской области избран Андрей Иванович Шимкив.

## Комитеты и комиссии
В Законодательном Собрании Новосибирской области седьмого созыва сформировано семь комитетов и три комиссии:
Комитеты:
- Комитет по бюджетной, финансово-экономической политике и собственности;
- Комитет по государственной политике, законодательству и местному самоуправлению;
- Комитет по аграрной политике, природным ресурсам и земельным отношениям;
- Комитет по транспортной, промышленной и информационной политике;
- Комитет по социальной политике, здравоохранению, охране труда и занятости населения;
- Комитет по культуре, образованию, науке, спорту и молодёжной политике;
- Комитет по строительству, жилищно-коммунальному комплексу и тарифам;

Комиссии:
- Комиссия по взаимодействию с правоохранительными органами и противодействию коррупции
- Комиссия по наказам избирателей
- Комиссия по экологии

Специальные комиссии (группы):
- Комиссия по вопросам статуса депутата и депутатской этике;
- Конкурсная комиссия;
- Комиссия по наградам;
- Счетная комиссия;
- Группа по контролю за Регламентом;
- Группа по контролю за Электронной системой.

## Сенатор Российской Федерации от Законодательного собрания Новосибирской области
- Карелин Александр Александрович — с 25 сентября 2020 года

## Интересные факты
Новосибирская область входит в состав т. н. Красного пояса, который был упомянут в аналитическом докладе «Новый красный пояс России: региональные аспекты электорального потенциала системной оппозиции в зависимости от предпочтений избирателей и уровней административного воздействия», который КПРФ использовала при разработке стратегии и тактики предвыборной кампании. В Новосибирской области, где КПРФ имеет высокий потенциал, а «электорат менее подвержен манипуляциям со стороны действующей власти, население более критично относится к власти и в целом больше интересуется политикой», входит в первую десятку списка регионов красного пояса.